# Automolis rubra
Automolis rubra är en fjärilsart som beskrevs av Walker 1856. Automolis rubra ingår i släktet Automolis och familjen björnspinnare. Inga underarter finns listade i Catalogue of Life.